# Liste der Baudenkmale in der Ortschaft Ost
In der Liste sind die Baudenkmale in der Ortschaft Ost der niedersächsischen Stadt Salzgitter aufgelistet. Die Einträge in den Listen basieren auf dem Denkmalatlas Niedersachsen. Der Stand der Liste ist der 18. Juli 2022.

## Legende
In den Spalten befinden sich folgende Informationen:
- Lage: die Adresse des Baudenkmales und die geographischen Koordinaten. Kartenansicht, um Koordinaten zu setzen. In der Kartenansicht sind Baudenkmale ohne Koordinaten mit einem roten Marker dargestellt und können in der Karte gesetzt werden. Baudenkmale ohne Bild sind mit einem blauen Marker gekennzeichnet, Baudenkmale mit Bild mit einem grünen Marker.
- Bezeichnung: Bezeichnung des Baudenkmales
- Beschreibung: die Beschreibung des Baudenkmales. Unter § 3 Abs. 2 NDSchG werden Einzeldenkmale und unter § 3 Abs. 3 NDSchG Gruppen baulicher Anlagen und deren Bestandteile ausgewiesen.
- ID: die Objekt-ID des Baudenkmales
- Bild: ein Bild des Baudenkmales, ggf. zusätzlich mit einem Link zu weiteren Fotos des Baudenkmals im Medienarchiv Wikimedia Commons. Wenn man auf das Kamerasymbol klickt, können Fotos zu Baudenkmalen aus dieser Liste hochgeladen werden:

## Bleckenstedt

### Gruppe: Friedhof Bleckenstedt
Baudenkmal (Gruppe):

| Lage                                     | Bezeichnung           | Beschreibung | ID       | Bild |
| ---------------------------------------- | --------------------- | ------------ | -------- | ---- |
| Hilmsegraben 52° 10′ 36″ N, 10° 24′ 1″ O | Friedhof Bleckenstedt |              | 31190891 | BW   |

Baudenkmale (Einzeln):

| Lage                                     | Bezeichnung | Beschreibung | ID       | Bild |
| ---------------------------------------- | ----------- | ------------ | -------- | ---- |
| Hilmsegraben 52° 10′ 37″ N, 10° 24′ 2″ O | Friedhof    |              | 31221017 | BW   |
| Hilmsegraben 52° 10′ 36″ N, 10° 24′ 3″ O | Grabsteine  |              | 31225729 | BW   |

### Gruppe: Kirchhof Bleckenstedt
Baudenkmal (Gruppe):

| Lage                         | Bezeichnung           | Beschreibung | ID       | Bild           |
| ---------------------------- | --------------------- | --- | -------- | -------------- |
| 52° 10′ 36″ N, 10° 24′ 21″ O | Kirchhof Bleckenstedt | Eine Kirche in Bleckenstedt wurde 1235 erstmals erwähnt, das Baujahr des Kirchengebäudes ist aber unbekannt. Die Altarwand stammt von 1748. Die älteste Kirchenglocke trägt Jahreszahl 1574 und stammt aus dem holländischen Kloster St. Peter in Gent. | 31191604 | Weitere Bilder |

Baudenkmale (Einzeln):

| Lage                                                  | Bezeichnung              | Beschreibung    | ID       | Bild           |
| ----------------------------------------------------- | ------------------------ | --------------- | -------- | -------------- |
| Bleckenstedter Straße 52° 10′ 36″ N, 10° 24′ 20″ O    | Kirche                   |                 | 31220633 | Weitere Bilder |
| Bleckenstedter Straße 52° 10′ 36″ N, 10° 24′ 21″ O    | Kirchhof                 |                 | 31220655 | BW             |
| Bleckenstedter Straße 52° 10′ 36″ N, 10° 24′ 20″ O    | Kriegergedenkstätte      |                 | 31225540 | BW             |
| Bleckenstedter Straße 14 52° 10′ 37″ N, 10° 24′ 22″ O | Wohnhaus                 |                 | 31220824 | BW             |
| Bleckenstedter Straße 14 52° 10′ 37″ N, 10° 24′ 21″ O | Schule                   |                 | 31220845 | BW             |
| Bleckenstedter Straße 52° 10′ 36″ N, 10° 24′ 22″ O    | Wohn-/Wirtschaftsgebäude | Alte Schule 12  | 31220740 | BW             |
| Bleckenstedter Straße 10 52° 10′ 35″ N, 10° 24′ 22″ O | Wohn-/Wirtschaftsgebäude | Pfarrwitwenhaus | 31220718 | BW             |

### Gruppe: Bleckenstedter Straße 13
Baudenkmal (Gruppe):

| Lage                                                  | Bezeichnung              | Beschreibung | ID       | Bild |
| ----------------------------------------------------- | ------------------------ | ------------ | -------- | ---- |
| Bleckenstedter Straße 13 52° 10′ 37″ N, 10° 24′ 25″ O | Bleckenstedter Straße 13 |              | 31191617 | BW   |

Baudenkmale (Einzeln):

| Lage                                                  | Bezeichnung  | Beschreibung | ID       | Bild |
| ----------------------------------------------------- | ------------ | ------------ | -------- | ---- |
| Bleckenstedter Straße 13 52° 10′ 37″ N, 10° 24′ 25″ O | Wohnhaus     |              | 31220762 | BW   |
| Bleckenstedter Straße 13 52° 10′ 37″ N, 10° 24′ 26″ O | Stallscheune |              | 31220806 | BW   |
| Bleckenstedter Straße 13 52° 10′ 36″ N, 10° 24′ 24″ O | Scheune      |              | 31220784 | BW   |
| Bleckenstedter Straße 13 52° 10′ 37″ N, 10° 24′ 24″ O | Torpfeiler   |              | 31225013 | BW   |
| Bleckenstedter Straße 13 52° 10′ 36″ N, 10° 24′ 27″ O | Baumgarten   |              | 31220971 | BW   |

### Gruppe: Hofanlage Mulle 18
Baudenkmal (Gruppe):

| Lage                                  | Bezeichnung        | Beschreibung | ID       | Bild |
| ------------------------------------- | ------------------ | ------------ | -------- | ---- |
| Mulle 18 52° 10′ 44″ N, 10° 24′ 31″ O | Hofanlage Mulle 18 |              | 31191553 | BW   |

Baudenkmale (Einzeln):

| Lage                                    | Bezeichnung              | Beschreibung | ID       | Bild |
| --------------------------------------- | ------------------------ | ------------ | -------- | ---- |
| Mulle 18 52° 10′ 44″ N, 10° 24′ 30″ O   | Wohn-/Wirtschaftsgebäude |              | 31221183 | BW   |
| Mulle 18 52° 10′ 43″ N, 10° 24′ 30″ O   | Stallscheune             |              | 31221161 | BW   |
| Mulle 18 a 52° 10′ 43″ N, 10° 24′ 31″ O | Scheune                  |              | 31221204 | BW   |

### Gruppe: Hofanlage Bleckenstedter Straße 37
Baudenkmal (Gruppe):

| Lage                                                  | Bezeichnung                        | Beschreibung | ID       | Bild |
| ----------------------------------------------------- | ---------------------------------- | ------------ | -------- | ---- |
| Bleckenstedter Straße 37 52° 10′ 50″ N, 10° 24′ 31″ O | Hofanlage Bleckenstedter Straße 37 |              | 31190917 | BW   |

Baudenkmale (Einzeln):

| Lage                                                  | Bezeichnung  | Beschreibung | ID       | Bild |
| ----------------------------------------------------- | ------------ | ------------ | -------- | ---- |
| Bleckenstedter Straße 37 52° 10′ 50″ N, 10° 24′ 31″ O | Wohnhaus     |              | 31220911 | BW   |
| Bleckenstedter Straße 37 52° 10′ 49″ N, 10° 24′ 33″ O | Stallscheune |              | 31220953 | BW   |
| Bleckenstedter Straße 37 52° 10′ 49″ N, 10° 24′ 32″ O | Scheune      |              | 31220932 | BW   |

### Gruppe: Hofanlage Hinterdorf 21
Baudenkmal (Gruppe):

| Lage                                       | Bezeichnung             | Beschreibung | ID       | Bild |
| ------------------------------------------ | ----------------------- | ------------ | -------- | ---- |
| Hinterdorf 21 52° 10′ 44″ N, 10° 24′ 36″ O | Hofanlage Hinterdorf 21 |              | 31190904 | BW   |

Baudenkmale (Einzeln):

| Lage                                       | Bezeichnung | Beschreibung | ID       | Bild |
| ------------------------------------------ | ----------- | ------------ | -------- | ---- |
| Hinterdorf 21 52° 10′ 45″ N, 10° 24′ 35″ O | Wohnhaus    |              | 31221055 | BW   |
| Hinterdorf 21 52° 10′ 44″ N, 10° 24′ 37″ O | Stall       |              | 31221097 | BW   |
| Hinterdorf 21 52° 10′ 43″ N, 10° 24′ 35″ O | Scheune     |              | 31221076 | BW   |

### Baudenkmale (Einzeln)
| Lage                                                  | Bezeichnung        | Beschreibung                      | ID       | Bild           |
| ----------------------------------------------------- | ------------------ | --------------------------------- | -------- | -------------- |
| Industriestraße Nord 52° 11′ 3″ N, 10° 24′ 12″ O      | Fördergerüst       | Fördergerüst von Schacht Konrad I | 31221115 | Weitere Bilder |
| Industriestraße Nord 52° 11′ 1″ N, 10° 24′ 10″ O      | Technische Anlagen |                                   | 31226351 | BW             |
| Streitholzweg 52° 10′ 33″ N, 10° 24′ 18″ O            | Friedhof           | Alter Friedhof                    | 31221226 | BW             |
| Streitholzweg 52° 10′ 33″ N, 10° 24′ 18″ O            | Grabsteine         | Alter Friedhof                    | 31225712 | BW             |
| Bleckenstedter Straße 4 52° 10′ 32″ N, 10° 24′ 23″ O  | Wohnhaus           | Stichelhof                        | 31220674 | BW             |
| Bleckenstedter Straße 7 52° 10′ 34″ N, 10° 24′ 24″ O  | Wohnhaus           |                                   | 31220696 | BW             |
| Bleckenstedter Straße 26 52° 10′ 41″ N, 10° 24′ 25″ O | Spritzenhaus       |                                   | 31220866 | BW             |
| Bleckenstedter Straße 52° 10′ 43″ N, 10° 24′ 25″ O    | Speicher           |                                   | 31220890 | BW             |
| Broistedter Straße 6 52° 10′ 47″ N, 10° 24′ 19″ O     | Wohnhaus           |                                   | 31220993 | BW             |
| Teichstraße 3 52° 10′ 46″ N, 10° 24′ 30″ O            | Wohnhaus           |                                   | 31221248 | BW             |
| Mulle 8 52° 10′ 40″ N, 10° 24′ 32″ O                  | Wohnhaus           |                                   | 31221138 | BW             |

## Drütte

### Gruppe: Kirchhof Drütte
Baudenkmal (Gruppe):

| Lage                                        | Bezeichnung     | Beschreibung | ID       | Bild |
| ------------------------------------------- | --------------- | ------------ | -------- | ---- |
| Am Spielplatz 1 52° 9′ 11″ N, 10° 26′ 46″ O | Kirchhof Drütte |              | 31190969 | BW   |

Baudenkmale (Einzeln):

| Lage                                        | Bezeichnung | Beschreibung | ID       | Bild           |
| ------------------------------------------- | ----------- | --- | -------- | -------------- |
| Am Spielplatz 1 52° 9′ 10″ N, 10° 26′ 46″ O | Kirche      | Der erste mittelalterliche Kirchenbau wurde 1797 abgerissen und auf dessen Fundamenten wurde 1799-1803 die heutige Kirche errichtet. Da die Mittel nicht reichten, wurde anstelle eines Kirchturms nur ein Dachreiter für die Kirchenglocke errichtet. Glocke und Kirchenuhr der alten Kirche wurden in den Neubau übernommen. | 31221736 | Weitere Bilder |
| Am Spielplatz 1 52° 9′ 10″ N, 10° 26′ 46″ O | Kirchhof    | | 31221757 | BW             |

### Baudenkmale (Einzeln)
| Lage                                          | Bezeichnung              | Beschreibung      | ID       | Bild |
| --------------------------------------------- | ------------------------ | ----------------- | -------- | ---- |
| Schulstraße 26 52° 9′ 11″ N, 10° 26′ 46″ O    | Wohn-/Verwaltungsgebäude |                   | 31221799 | BW   |
| Schulstraße 27 52° 9′ 12″ N, 10° 26′ 47″ O    | Wohnhaus                 |                   | 31221824 | BW   |
| Eisenhüttenstraße 52° 9′ 40″ N, 10° 25′ 53″ O | Verwaltungsgebäude       | ehem. Reichswerke | 31218427 | BW   |

## Hallendorf

### Gruppe: Umspannwerk Hallendorf
Baudenkmal (Gruppe):

| Lage                                    | Bezeichnung            | Beschreibung | ID       | Bild |
| --------------------------------------- | ---------------------- | ------------ | -------- | ---- |
| Westernwiese 52° 10′ 2″ N, 10° 22′ 9″ O | Umspannwerk Hallendorf |              | 31190599 | BW   |

Baudenkmale (Einzeln):

| Lage                                     | Bezeichnung       | Beschreibung                       | ID       | Bild |
| ---------------------------------------- | ----------------- | ---------------------------------- | -------- | ---- |
| Westernwiese 52° 9′ 56″ N, 10° 22′ 1″ O  | Halle             | Versuchshalle Hochspannungstechnik | 31192151 | BW   |
| Westernwiese 52° 9′ 56″ N, 10° 22′ 27″ O | Schaltzentrale    | Umspannwerk Hallendorf             | 31192128 | BW   |
| Westernwiese 52° 9′ 57″ N, 10° 22′ 25″ O | Hochspannungsmast |                                    | 31225654 | BW   |

### Gruppe: Kirchhof Hallendorf
Baudenkmal (Gruppe):

| Lage                        | Bezeichnung         | Beschreibung | ID       | Bild |
| --------------------------- | ------------------- | ------------ | -------- | ---- |
| 52° 9′ 20″ N, 10° 22′ 49″ O | Kirchhof Hallendorf |              | 31191154 | BW   |

Baudenkmale (Einzeln):

| Lage                                         | Bezeichnung    | Beschreibung | ID       | Bild           |
| -------------------------------------------- | -------------- | --- | -------- | -------------- |
| Alte Schulstraße 52° 9′ 20″ N, 10° 22′ 49″ O | Kirche         | Die Kirche, deren Baujahr unbekannt ist, wurde im Schmalkaldischen Krieg zwischen 1542 und 1547 teilweise zerstört. Der Turm der Kirche wurde 1798–1802 neu gebaut, dabei wurde das Kirchenschiff vergrößert. Das Gebäude blieb seitdem im Wesentlichen unverändert. | 31192170 | Weitere Bilder |
| Alte Schulstraße 52° 9′ 20″ N, 10° 22′ 50″ O | Kirchhof       | | 31192245 | BW             |
| Alte Schulstraße 52° 9′ 21″ N, 10° 22′ 49″ O | Kriegerdenkmal | | 31226714 | BW             |
| Alte Schulstraße 52° 9′ 21″ N, 10° 22′ 49″ O | Kreuzstein     | Nördliche Kreuzstein | 31192227 | BW             |
| Alte Schulstraße 52° 9′ 20″ N, 10° 22′ 48″ O | Kreuzstein     | | 31192191 | BW             |
| Alte Schulstraße 52° 9′ 20″ N, 10° 22′ 48″ O | Kreuzstein     | Südliche Kreuzstein | 31192209 | BW             |

### Baudenkmale (Einzeln)
| Lage                                       | Bezeichnung | Beschreibung | ID       | Bild |
| ------------------------------------------ | ----------- | ------------ | -------- | ---- |
| Krumme Gasse 1 52° 9′ 22″ N, 10° 22′ 47″ O | Wohnhaus    |              | 31192264 | BW   |

## Immendorf

### Gruppe: Ehemalige Schule Immendorf
Baudenkmal (Gruppe):

| Lage                                              | Bezeichnung                | Beschreibung | ID       | Bild |
| ------------------------------------------------- | -------------------------- | ------------ | -------- | ---- |
| Immendorfer Straße 19 52° 8′ 45″ N, 10° 26′ 41″ O | Ehemalige Schule Immendorf |              | 31190683 | BW   |

Baudenkmale (Einzeln):

| Lage                                              | Bezeichnung    | Beschreibung | ID       | Bild |
| ------------------------------------------------- | -------------- | ------------ | -------- | ---- |
| Immendorfer Straße 19 52° 8′ 45″ N, 10° 26′ 41″ O | Schule         |              | 31192602 | BW   |
| Immendorfer Straße 19 52° 8′ 45″ N, 10° 26′ 42″ O | Nebengebäude   |              | 31192623 | BW   |
| Immendorfer Straße 17 52° 8′ 44″ N, 10° 26′ 42″ O | Lehrerwohnhaus |              | 31192577 | BW   |

### Gruppe: Kirchhof Immendorf
Baudenkmal (Gruppe):

| Lage                                             | Bezeichnung        | Beschreibung | ID       | Bild |
| ------------------------------------------------ | ------------------ | ------------ | -------- | ---- |
| Immendorfer Straße 9 52° 8′ 44″ N, 10° 26′ 43″ O | Kirchhof Immendorf |              | 31191180 | BW   |

Baudenkmale (Einzeln):

| Lage                                             | Bezeichnung | Beschreibung | ID       | Bild           |
| ------------------------------------------------ | ----------- | --- | -------- | -------------- |
| Immendorfer Straße 9 52° 8′ 44″ N, 10° 26′ 43″ O | Kirche      | Der Turm der Kirche wurde wahrscheinlich um 1100 als Wehrturm erbaut. Um 1740 wurde die Kirche umgebaut und erweitert, inwieweit dabei Teile der ersten Kirche erhalten blieben, ist unbekannt. Zu diesem Anlass wurde der Kirche auch die barocke Altarwand geschenkt. Die Kirche erhielt 1965 den Namen „St.-Johannes-Kirche“. | 31192518 | Weitere Bilder |
| Immendorfer Straße 9 52° 8′ 44″ N, 10° 26′ 43″ O | Kirchhof    | | 31192558 | BW             |
| Immendorfer Straße 9 52° 8′ 44″ N, 10° 26′ 44″ O | Grabsteine  | | 31226181 | BW             |

### Gruppe: Alter Posthof Immendorf
Baudenkmal (Gruppe):

| Lage                        | Bezeichnung             | Beschreibung | ID       | Bild |
| --------------------------- | ----------------------- | ------------ | -------- | ---- |
| 52° 8′ 44″ N, 10° 26′ 46″ O | Alter Posthof Immendorf |              | 31191167 |      |

Baudenkmale (Einzeln):

| Lage                                              | Bezeichnung  | Beschreibung | ID       | Bild |
| ------------------------------------------------- | ------------ | ------------ | -------- | ---- |
| Seesener Straße 15 52° 8′ 44″ N, 10° 26′ 46″ O    | Wohnhaus     |              | 31192687 | BW   |
| Seesener Straße 15/17 52° 8′ 43″ N, 10° 26′ 46″ O | Nebengebäude |              | 31192706 | BW   |
| Seesener Straße 15 52° 8′ 46″ N, 10° 26′ 45″ O    | Park         |              | 31192724 | BW   |
| Seesener Straße 15 52° 8′ 46″ N, 10° 26′ 47″ O    | Einfriedung  |              | 31192742 | BW   |

### Baudenkmale (Einzeln)
| Lage                                              | Bezeichnung              | Beschreibung | ID       | Bild |
| ------------------------------------------------- | ------------------------ | --- | -------- | ---- |
| Immendorfer Straße 31 52° 8′ 47″ N, 10° 26′ 35″ O | Wohnhaus                 | | 31192644 | BW   |
| Immendorfer Straße 25 52° 8′ 47″ N, 10° 26′ 38″ O | Wohn-/Wirtschaftsgebäude | Haus Immendorfer Str 25, eines der ältesten Häuser des Ortes. Das Haus wurde 2001–2002 vollständig restauriert, wobei die Gefache originalgetreu mit Lehm aufgebaut wurden. | 31219083 |      |
| Immendorfer Straße 52° 8′ 43″ N, 10° 26′ 44″ O    | Wohnhaus                 | | 31192495 | BW   |

## Watenstedt

### Baudenkmale (Einzeln)
| Lage                                          | Bezeichnung         | Beschreibung | ID       | Bild           |
| --------------------------------------------- | ------------------- | --- | -------- | -------------- |
| 52° 9′ 29″ N, 10° 23′ 22″ O                   | Kanal               | Zweigkanal Salzgitter | 39042489 | Weitere Bilder |
| Eisenhüttenstraße 52° 9′ 17″ N, 10° 23′ 23″ O | Kraftwerkanlage     | | 31218494 | BW             |
| Eisenhüttenstraße 52° 9′ 30″ N, 10° 25′ 7″ O  | Konzentrationslager | Das KZ Drütte wurde 1942 in den Lagerräumen unter der Hochstraße auf dem Werksgelände der Hermann-Göring-Werke in Salzgitter errichtet. In den ehemaligen Unterkunftsräumen wurde 1994 eine Gedenkstätte eröffnet.                                       | 31218538 |                |
| Mausestraße 3 52° 8′ 52″ N, 10° 24′ 21″ O     | Wohnhaus            | | 31218654 | BW             |
| Am Ehrenmal 17 52° 8′ 51″ N, 10° 24′ 28″ O    | Kirche              | Der heutige Kirchturm wurde um 1000 als Wehrturm erbaut, ein Kirchenschiff wurde um 1300 angebaut. Der Dachstuhl und die Decke des Kirchenschiffs wurden gegen Ende des Zweiten Weltkriegs zerstört und wurden bis Dezember 1947 wieder instand gesetzt. | 31218405 | Weitere Bilder |
| Gutweg 1 52° 8′ 47″ N, 10° 24′ 32″ O          | Villa               | | 31218610 | BW             |
| Am Gummibahnhof 9 52° 8′ 46″ N, 10° 24′ 52″ O | Tankstelle          | | 39926930 | BW             |